# Episodi di Il commissario Köster (quarantaquattresima stagione)
La quarantaquattresima stagione della serie televisiva Il commissario Köster è stata trasmessa in prima visione negli Germania da ZDF dal 20 marzo all'8 maggio 2020.
In Italia, la stagione è stata trasmessa in prima visione assoluta su Rai 2 dal 26 agosto 2024. 
| n. | Titolo originale    | Titolo italiano    | Prima TV Germania | Prima TV Italia   |
| -- | ------------------- | ------------------ | ----------------- | ----------------- |
| 1  | Unvergessen         | Indimenticabile    | 20 marzo 2020     | 10 settembre 2024 |
| 2  | Verletzte Gefühle   | Sentimenti feriti  | 27 marzo 2020     | 19 settembre 2024 |
| 3  | Familienbande       | Panni sporchi      | 3 aprile 2020     | 17 giugno 2024    |
| 4  | Der schwarze Tunnel | L'inganno          | 10 aprile 2020    | 19 giugno 2024    |
| 5  | Verlorene Seelen    | Anime perse        | 17 aprile 2020    | 20 giugno 2024    |
| 6  | Chancenlos          | Piombo mortale     | 24 aprile 2020    | 25 giugno 2024    |
| 7  | Funkstille          | Silenzio totale    | 1º maggio 2020    | 26 giugno 2024    |
| 8  | Kalte Wasser        | I segreti del lago | 8 maggio 2020     | 26 agosto 2024    |

## Indimenticabile
- Titolo originale: Unvergessen
- Diretto da:
- Scritto da:

## Sentimenti feriti
- Titolo originale: Verletzte Gefühle
- Diretto da:
- Scritto da:

## Panni sporchi
- Titolo originale: Familienbande
- Diretto da:
- Scritto da:

## L'inganno
- Titolo originale: Der schwarze Tunnel
- Diretto da:
- Scritto da:

## Anime perse
- Titolo originale: Verlorene Seelen
- Diretto da:
- Scritto da:

## Piombo mortale
- Titolo originale: Chancenlos
- Diretto da:
- Scritto da:

## Silenzio totale
- Titolo originale: Funkstille
- Diretto da:
- Scritto da:

## I segreti del lago
- Titolo originale: Kalte Wasser
- Diretto da:
- Scritto da: